# Korla
Korla (chiń. upr. 库尔勒, chiń. trad. 庫爾勒, pinyin: Kù’ěrlè; mong. Хорл) – miasto w północno-zachodnich Chinach, w Sinciangu, u podnóży Tienszanu. W 2010 roku liczba mieszkańców miasta wynosiła 190 285.
Siedziba prefektury autonomicznej Bayingolin. W mieście znajduje się port lotniczy Korla.